# Nelly Omar
Nilda Elvira Vattuone Pesoa, nota con il nome d'arte Nelly Omar (Guaminí, 10 settembre 1911 – Buenos Aires, 20 dicembre 2013), è stata una cantante e attrice argentina.

## Biografia
Originaria del Partido di Guaminí, si è trasferita con la famiglia a Buenos Aires quando era molto giovane. La sua carriera di cantante di tango è cominciata nel 1924 grazie al musicista Ignacio Corsini, che l'ha assunta nei suoi programmi radiofonici. Tra le sue interpretazioni più conosciute vi è il brano Sur. 
Nel 1946 registra un album con l'orchestra di Francisco Canaro. Nel 1951 ha doppiato le canzoni dell'attrice Mecha Ortiz nel film Mi vida por la tuya. Verso la metà degli anni '50 ha lavorato anche in Uruguay e Venezuela. Nel corso della sua vita sostenne il generale Juan Domingo Perón e per questo motivo nel 1955 fu inserita nella lista nera dell'industria dell'intrattenimento per 17 anni. 
Ritornò sulle scene nel 1972. Nel 1986 ricevette la cittadinanza onoraria di Buenos Aires; qui morì all'età di 102 anni nel 2013.

## Filmografia
Cinema
- Canto de amor, regia di Julio Irigoyen (1940)
- Melodías de América, regia di Eduardo Morera (1942)
- Andartu Terlampau... 21 Hari Mencari Suami!, regia di Din C.J. (2010)

Doppiaggio 
- Mi vida por la tuya, regia di Roberto Gavaldón (1951)